# Miguel Relvas

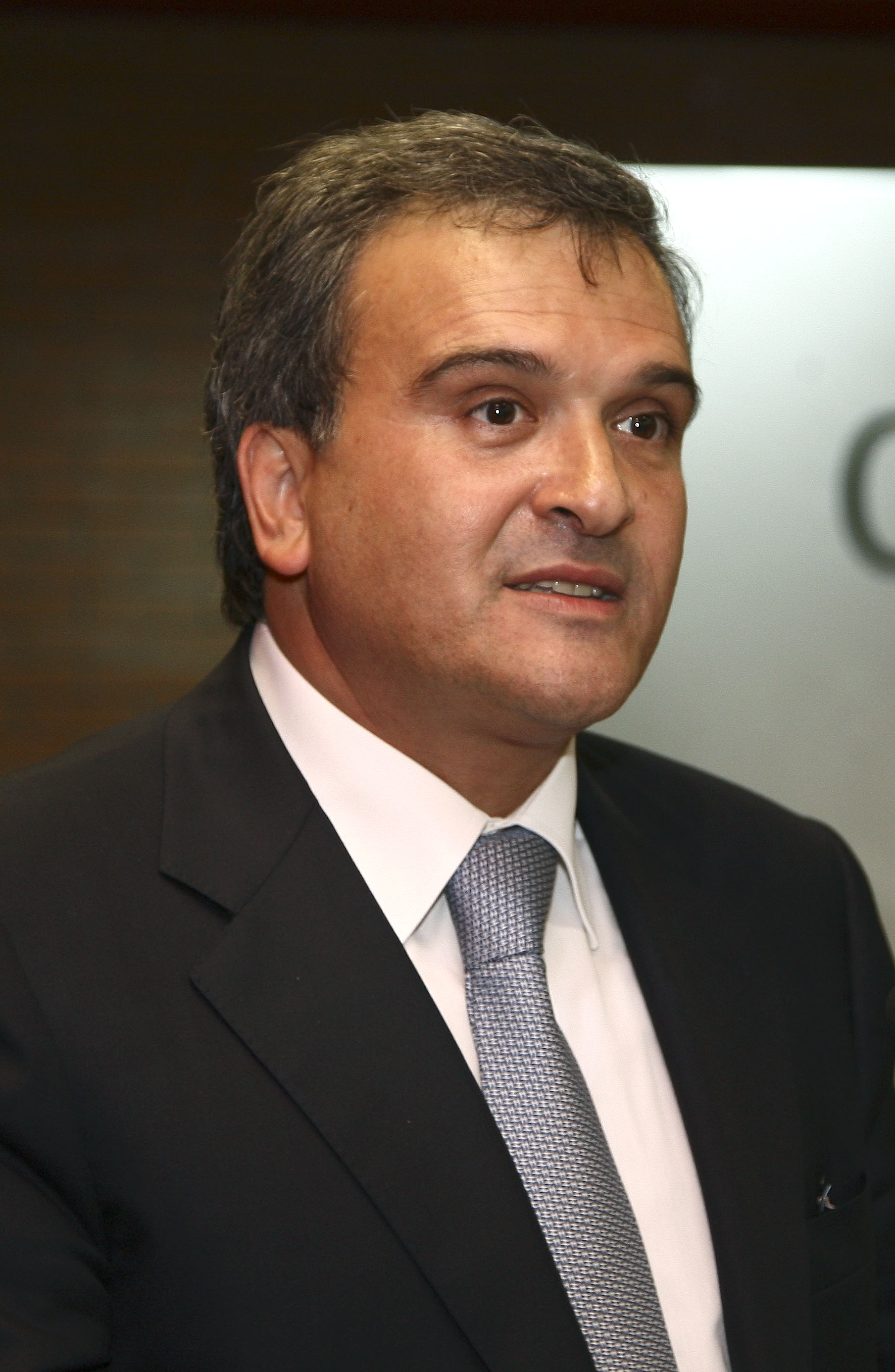
Miguel Relvas, 2013

Miguel Fernando Cassola de Miranda Relvas (* 5. September 1961 in Lissabon) ist ein portugiesischer Politiker (PSD) und war vom 21. Juni 2011 bis 13. April 2013 Minister für Parlamentsangelegenheiten im Kabinett Passos Coelho.

## Leben

### Jugend
Miguel Relvas wurde am 5. September 1961 in Lissabon geboren, lebte aber mit seiner Familie bis 1974 in der damaligen Überseeprovinz Angola. Seine beiden Brüder (* 1963 und * 1966) wurden in Luanda geboren. Nach der Nelkenrevolution 1974 kehrte die Familie zurück nach Lissabon, Relvas besuchte die Schule in Tomar.

### Akademische Laufbahn
Relvas schrieb sich 1984 für das Jurastudium an der privaten Freien Universität Lissabon ein, brach dies jedoch nach einem Jahr bereits ab und wechselte zum Studium der Geschichte, was er jedoch nach einem Jahr ebenfalls abbrach.
1995 schrieb sich Relvas an der Universidade Lusíada für den Studiengang der Internationalen Beziehungen ein, besuchte jedoch keinen Kurs. Da er der Universität im Jahr darauf 160.272 Escudos (etwa 800 Euro) an Studiengebühren schuldete und diese nicht zahlte, exmatrikulierte diese ihn.
2006 schrieb er sich an der ebenfalls privaten Universidade Lusófona für den Studiengang der Politikwissenschaften und der Internationalen Beziehungen ein. Sein Studium beendete er mit in Portugal üblichen Lizenziatur (licenciatura) bereits nach einem Jahr. Die Universität rechnete ihm seine verschiedene politischen Ämter an, gleichzeitig sagen Studierende der Universität, ihn niemals in der Einrichtung gesehen zu haben. Des Weiteren wurden ihm Kurse angerechnet, die in den beiden Semestern nicht an der Universität angeboten wurden.
Am 30. Juli 2016 hat ein Lissabonner Gericht Relvas Lizenziatur (licenciatura) annulliert.

### Politische Laufbahn
Miguel Relvas trat bereits früh den portugiesischen Sozialdemokraten bei, von 1987 bis 1989 war er Vorsitzender der sozialdemokratischen Jugendorganisation Juventude Social Democrata.
Bei den Parlamentswahlen 1985 errang er erstmals ein Mandat in der Assembleia da República im Wahlkreis Santarém (IV. Legislaturperiode). Er kandidierte auch für alle darauffolgenden Wahlen (1987, 1991, 1995, 1999, 2002 und 2005) und errang bis 2005 jedes Mal das Mandat im selben Wahlkreis. Bei der Wahl 2009 verlor die PSD das Mandat an die Sozialisten, wobei Relvas es 2011 wieder errang. Derzeit muss er dieses jedoch aufgrund seines Regierungsamtes (siehe unten) ruhen lassen.
In seiner Partei war er des Weiteren 2004/2005 und zwischen März 2010 und Juni 2011 Generalsekretär, zwischen 2006 und 2008 stellvertretender Leiter des Instituto Francisco Sá Carneiro und von 1999 bis 2002 Mitglied im Vorstand der PSD. Des Weiteren übte er zahlreiche andere Ämter und Mandate aus, unter anderem von 1997 bis 2012 war Relvas Vorsitzender der Stadtversammlung (Assembleia Municipal) von Tomar, wobei er für die Stadtversammlung 1997, 2001, 2002, 2005 und 2009 gewählt wurde. Zwischen 1997 und 2012 war Relvas Vorsitzender der Tourismusregion der Templer (Região de Turismo dos Templários, d. h. Mittlerer Tejo).
Sein erstes Regierungsamt übernahm er im Kabinett Durão Barroso (2002–2004) als Staatssekretär im Innenministerium, er war zuständig für die lokale Selbstverwaltung. Sein nächstes Amt übernahm er sieben Jahre später, nachdem der zuvor in der Parlamentswahl siegreiche Pedro Passos Coelho am 17. Juni 2011 Relvas als einen von vier sozialdemokratischen Ministern für sein Kabinett vorschlug. Staatspräsident Cavaco Silva ernannte ihn daraufhin am 21. Juni 2011 zum beigeordneten Minister für Parlamentsangelegenheiten (Ministro Adjunto e dos Assuntos Parlamentares).
Vor seinem derzeitigen Regierungsamt war Relvas bereits in den Vorruhestand getreten und erhielt im Jahr 2011 monatlich etwa 14.000 Euro Rente. Diese ist jedoch derzeit aufgrund seines Regierungsamtes pausiert. Des Weiteren erhielt er aufgrund seiner Aufgaben im Staatsdienst eine Pension von 2800 Euro, die derzeit ebenfalls pausiert.
Im Kabinett Passos Coelho wurde Relvas 2011 Assistent des Premierministers und Minister für Parlamentsangelegenheiten. In dieser Funktion war er zuständig für die Administrative Neuordnung in Portugal 2013. Die von ihm eingebrachte Gesetzesvorlage dazu blieb bis zur Verabschiedung heftigen Protesten in Parlament und Öffentlichkeit ausgesetzt. Nach einer Reihe Vorwürfen und Enthüllungen zu Ungereimtheiten seiner akademischen Laufbahn und seinen verschiedenen Bezügen trat Relvas am 4. April 2013 schließlich zurück.

## Privat
Miguel Relvas war 23 Jahre lang verheiratet, aus dieser Ehe kam eine Tochter. Die Ehe wurde 2011 geschieden. Am 25. Oktober 2013 heiratete er die 36-jährige Marta Sousa, die frühere Pressesprecherin des Premierministers Passos Coelho. Dieser war einer der 200 geladenen Gäste der medial begleiteten standesamtlichen Hochzeit.
Relvas ist Mitglied in der Freimaurerloge Grande Oriente Lusitano.